# Aneomochtherus sahariensis
Aneomochtherus sahariensis là một loài ruồi trong họ Asilidae. Aneomochtherus sahariensis được Tsacas miêu tả năm 1968. Loài này phân bố ở vùng Cổ Bắc giới.